# G-Dragon/Diskografie
Diese Diskografie ist eine Übersicht über die musikalischen Werke des südkoreanischen Rappers und Sängers G-Dragon. Den Quellenangaben zufolge hat er bisher mehr als 42,9 Millionen Tonträger verkauft. Darin enthalten sind mehr als 2,9 Millionen Alben und über 40 Millionen Lieder. Alle Tonträger des Künstlers erschienen über das südkoreanische Label YG Entertainment und das japanische Label Avex Trax. Der Korea Music Copyright Association zufolge wirkte G-Dragon bei über 170 Liedern mit. Davon konnten sich 23 auf Platz eins der südkoreanischen Charts platzieren.
G-Dragon veröffentlichte seine ersten Musikstücke 2001 als Trainee unter YG Entertainment. Im August 2006 debütierte er mit Big Bang. Sein erstes Soloalbum, Heartbreaker, erschien im August 2009 und konnte sich über 300.000-mal verkaufen. Ende 2010 erschien sein erstes Kollaboalbum GD & TOP mit dem südkoreanischen Rapper T.O.P. Seine erste Extended Play One of a Kind erschien im September 2012. Mit ihr konnte er sich erstmals in den US-amerikanischen Billboard 200 platzieren. Sein zweites Studioalbum Coup d’Etat erschien im September 2013 und konnte sich rund 200.000-mal verkaufen. Im November des gleichen Jahres erschien sein bis dato einziges japanisches Studioalbum Coup d’Etat + One of a Kind & Heartbreaker. Sein zweites Kollaboalbum Good Boy erschien im November 2014, seine zweite EP Kwon Ji Yong im Juni 2017.

## Alben

### Studioalben

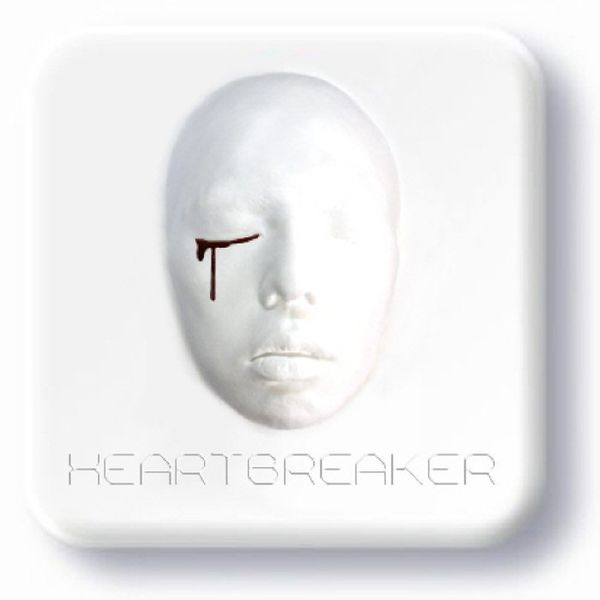
„Heartbreaker“
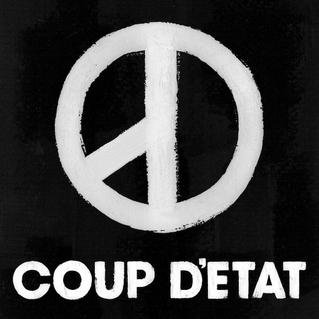
„Coup d’Etat“
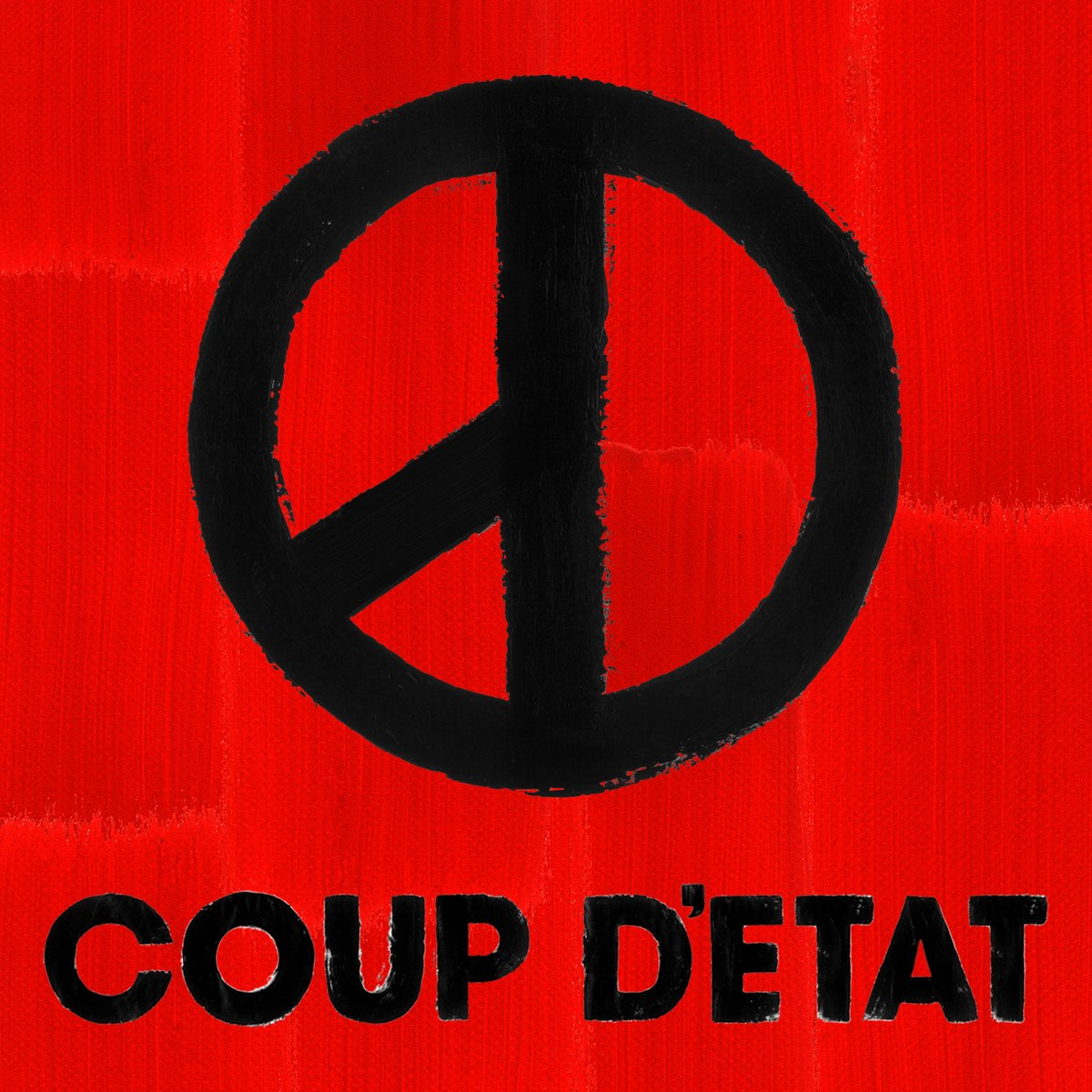
„Coup d’Etat“

Bisher erschienen drei Studioalben des Künstlers, von denen alle in die Charts einstiegen. Sein erstes Studioalbum Heartbreaker erschien an seinem 21. Geburtstag und ist bis dato sein meistverkauftes Studioalbum. Im September 2013 veröffentlichte G-Dragon sein zweites Studioalbum Coup d’Etat und knapp zwei Monate später eine Zusammenstellung seiner EP One of a Kind sowie der Alben Coup d’Etat und Heartbreaker exklusiv in Japan, für die er seine erste und einzige Schallplattenauszeichnung als Solokünstler erhielt. Die weltweiten Gesamtverkäufe seiner Studioalben belaufen sich auf über 630.000.

| Jahr | Titel                                      | Höchstplatzierung, Gesamtwochen, AuszeichnungChartplatzierungen (Jahr, Titel, Platzierungen, Wochen, Auszeichnungen, Anmerkungen) | Höchstplatzierung, Gesamtwochen, AuszeichnungChartplatzierungen (Jahr, Titel, Platzierungen, Wochen, Auszeichnungen, Anmerkungen) | Höchstplatzierung, Gesamtwochen, AuszeichnungChartplatzierungen (Jahr, Titel, Platzierungen, Wochen, Auszeichnungen, Anmerkungen) | Höchstplatzierung, Gesamtwochen, AuszeichnungChartplatzierungen (Jahr, Titel, Platzierungen, Wochen, Auszeichnungen, Anmerkungen) | Höchstplatzierung, Gesamtwochen, AuszeichnungChartplatzierungen (Jahr, Titel, Platzierungen, Wochen, Auszeichnungen, Anmerkungen) | Anmerkungen |
| Jahr | Titel                                      | KR | JP | AT | UK | US | Anmerkungen |
| ---- | ------------------------------------------ | --- | --- | --- | --- | --- | --- |
| 2009 | Heartbreaker (1집 Heartbreaker)            | KR7 a (146 Wo.)KR | — | — | — | — | Erstveröffentlichung: 18. August 2009 Format: CD, Download, Streaming Verkäufe: + 310.000                                 |
| 2013 | Coup d’Etat                                | KR1 (63 Wo.)KR | — | — | — | US182 (1 Wo.)US | Erstveröffentlichung: 13. September 2013 Format: CD, LP, Download, Streaming Verkäufe: + 220.000                          |
| 2013 | Coup d’Etat + One of a Kind & Heartbreaker | — | JP2 (30 Wo.)JP | — | — | — | Erstveröffentlichung: 27. November 2013 Format: CD, Download, Streaming; exklusiv in Japan erschienen Verkäufe: + 110.000 |
| 2025 | Übermensch                                 | KR2 ×2Doppelplatin + Doppelplatin (Nemo) · (… Wo.)KR                                                                              | JP13 (… Wo.)JP | AT44 (1 Wo.)AT | UK93 (1 Wo.)UK | — | Erstveröffentlichung: 25. Februar 2025 Verkäufe: + 1.000.000                                                              |

grau schraffiert: keine Chartdaten aus diesem Jahr verfügbar
- „Heartbreaker“
- „Coup d’Etat“
- „Coup d’Etat“

### Kollaboalben
G-Dragons erstes Kollaboalbum, GD & TOP, erschien im Dezember 2010 und war mit über 130.000 abgesetzten Tonträgern eines der meistverkauften Alben im Jahr 2010 in Südkorea. Vier Jahre später erschien sein zweites Kollaboalbum Good Boy, welches die Spitze der Charts erreichte und rund 17.000-mal verkauft wurde.

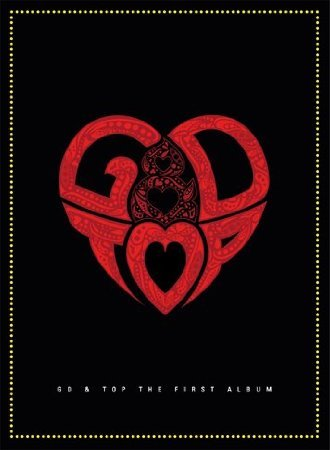
„GD & TOP“

| Jahr | Titel Interpretation          | Höchstplatzierung, Gesamtwochen, AuszeichnungChartplatzierungen (Jahr, Titel, Interpretation, Platzierungen, Wochen, Auszeichnungen, Anmerkungen) | Höchstplatzierung, Gesamtwochen, AuszeichnungChartplatzierungen (Jahr, Titel, Interpretation, Platzierungen, Wochen, Auszeichnungen, Anmerkungen) | Höchstplatzierung, Gesamtwochen, AuszeichnungChartplatzierungen (Jahr, Titel, Interpretation, Platzierungen, Wochen, Auszeichnungen, Anmerkungen) | Höchstplatzierung, Gesamtwochen, AuszeichnungChartplatzierungen (Jahr, Titel, Interpretation, Platzierungen, Wochen, Auszeichnungen, Anmerkungen) | Anmerkungen                                                                                 |
| Jahr | Titel Interpretation          | KR | JP | UK | US | Anmerkungen                                                                                 |
| ---- | ----------------------------- | --- | --- | --- | --- | ------------------------------------------------------------------------------------------- |
| 2010 | GD & TOP G-Dragon und T.O.P   | KR1 (138 Wo.)KR | — | — | — | Erstveröffentlichung: 24. Dezember 2010 Format: CD, Download, Streaming Verkäufe: + 200.000 |
| 2014 | Good Boy G-Dragon und Taeyang | KR1 (13 Wo.)KR | — | — | — | Erstveröffentlichung: 21. November 2014 Format: CD, Download, Streaming Verkäufe: + 17.500  |

- „GD & TOP“

### Livealben
| Jahr | Titel                                                  | Höchstplatzierung, Gesamtwochen, AuszeichnungChartplatzierungen (Jahr, Titel, Platzierungen, Wochen, Auszeichnungen, Anmerkungen) | Höchstplatzierung, Gesamtwochen, AuszeichnungChartplatzierungen (Jahr, Titel, Platzierungen, Wochen, Auszeichnungen, Anmerkungen) | Höchstplatzierung, Gesamtwochen, AuszeichnungChartplatzierungen (Jahr, Titel, Platzierungen, Wochen, Auszeichnungen, Anmerkungen) | Höchstplatzierung, Gesamtwochen, AuszeichnungChartplatzierungen (Jahr, Titel, Platzierungen, Wochen, Auszeichnungen, Anmerkungen) | Anmerkungen                                                                                         |
| Jahr | Titel                                                  | KR | JP | UK | US | Anmerkungen                                                                                         |
| ---- | ------------------------------------------------------ | --- | --- | --- | --- | --------------------------------------------------------------------------------------------------- |
| 2010 | 1st Live Album: Shine a Light                          | KR1 (16 Wo.)KR | — | — | — | Erstveröffentlichung: 3. März 2010 Format: CD, DVD, Blu-Ray, Download, Streaming Verkäufe: + 35.000 |
| 2013 | 1st World Tour Commemorative Vinyl LP – One of A Kind  | KR12 (3 Wo.)KR | — | — | — | Erstveröffentlichung: 8. August 2013 Format: CD, DVD, Blu-Ray, Download, Streaming                  |
| 2013 | 1st World Tour Commemorative Vinyl LP – One of A Kind  | KR2 (6 Wo.)KR | — | — | — | Erstveröffentlichung: 3. September 2013 Format: CD, Download, Streaming Verkäufe: + 20.000          |
| 2013 | 2013 G-Dragon 1st World Tour [One Of A Kind] The Final | — | — | — | — | Erstveröffentlichung: 22. November 2013 Format: CD, Download, DVD, Blu-Ray                          |

### EPs
G-Dragons erste EP One of a Kind erschien im September 2012, als Überbrückung zu seinem zweiten Studioalbum, und erreichte die Spitze der südkoreanischen Charts. One of a Kind war die erste EP eines südkoreanischen Solokünstlers in den Billboard 200. Rund fünf Jahre später veröffentlichte G-Dragon seine zweite EP Kwon Ji Yong, die sich aufgrund des unkonventionellen Formats nicht in den Gaon Chart platzieren konnte. YG Entertainment und er entschieden sich, die EP über einen USB-Stick zu veröffentlichen, was zu einer Kontroverse im südkoreanischen Musikmarkt führte. Im Dezember 2017 veränderten die Gaon Chart ihre Regeln und die EP konnte sich in der ersten Woche des Jahres 2018 in den Charts platzieren. Die EP ist mit über 1,5 Millionen Verkäufen das erfolgreichste Musikstück eines südkoreanischen Solokünstlers in China. Insgesamt konnten seine EPs sich über zwei Millionen Mal absetzen.

| Jahr | Titel         | Höchstplatzierung, Gesamtwochen, AuszeichnungChartplatzierungen (Jahr, Titel, Platzierungen, Wochen, Auszeichnungen, Anmerkungen) | Höchstplatzierung, Gesamtwochen, AuszeichnungChartplatzierungen (Jahr, Titel, Platzierungen, Wochen, Auszeichnungen, Anmerkungen) | Höchstplatzierung, Gesamtwochen, AuszeichnungChartplatzierungen (Jahr, Titel, Platzierungen, Wochen, Auszeichnungen, Anmerkungen) | Höchstplatzierung, Gesamtwochen, AuszeichnungChartplatzierungen (Jahr, Titel, Platzierungen, Wochen, Auszeichnungen, Anmerkungen) | Anmerkungen                                                                                         |
| Jahr | Titel         | KR | JP | UK | US | Anmerkungen                                                                                         |
| ---- | ------------- | --- | --- | --- | --- | --------------------------------------------------------------------------------------------------- |
| 2012 | One of a Kind | KR1 (13 Wo.)KR | — | — | US161 (1 Wo.)US | Erstveröffentlichung: 15. September 2012 Format: CD, Download, Streaming Verkäufe: + 315.000        |
| 2017 | Kwon Ji Yong  | KR51 (7 Wo.)KR | JP3 (6 Wo.)JP | — | US192 (1 Wo.)US | Erstveröffentlichung: 8. Juni 2017 Format: USB-Stick, CD, Download, Streaming Verkäufe: + 1.700.000 |

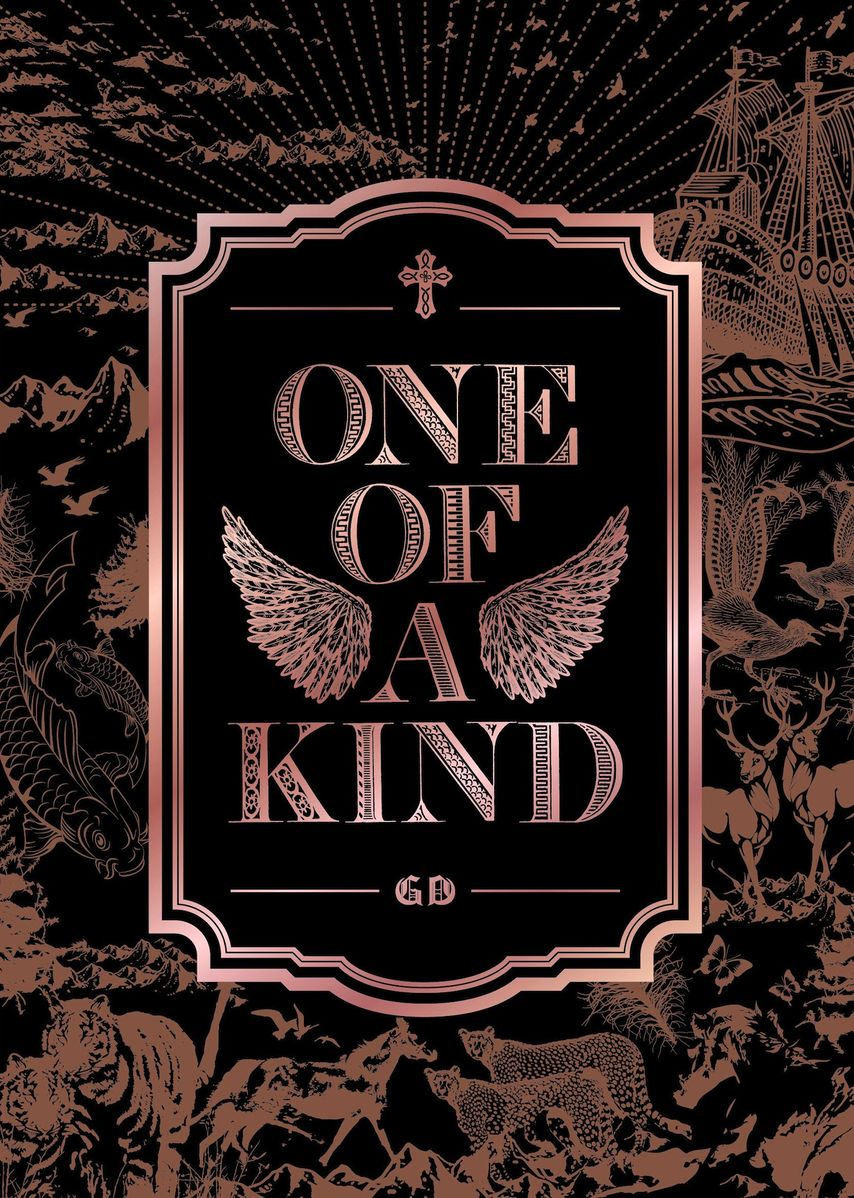
„One of a Kind“

## Singles

### Als Leadmusiker
Seit 2009 erschienen 20 Singles des Künstlers. Die meisten Auskopplungen stellen Heartbreaker und Coup d’Etat mit jeweils vier, gefolgt von One of a Kind mit drei und Kwon Ji Yong mit einer. Vier seiner Lieder konnten sich nicht in den Charts platzieren, da es 2009 keine offiziellen südkoreanischen Charts gab. Die erfolgreichste Single ist mit mehr als fünf Millionen verkauften Exemplaren Heartbreaker. Vier seiner Singles konnten die Spitze der Charts erreichen.

| Jahr | Titel Album                                             | Höchstplatzierung, Gesamtwochen, AuszeichnungChartplatzierungen (Jahr, Titel, Album, Platzierungen, Wochen, Auszeichnungen, Anmerkungen) | Höchstplatzierung, Gesamtwochen, AuszeichnungChartplatzierungen (Jahr, Titel, Album, Platzierungen, Wochen, Auszeichnungen, Anmerkungen) | Höchstplatzierung, Gesamtwochen, AuszeichnungChartplatzierungen (Jahr, Titel, Album, Platzierungen, Wochen, Auszeichnungen, Anmerkungen) | Höchstplatzierung, Gesamtwochen, AuszeichnungChartplatzierungen (Jahr, Titel, Album, Platzierungen, Wochen, Auszeichnungen, Anmerkungen) | Anmerkungen                                                                             |
| Jahr | Titel Album                                             | KR | JP | UK | US | Anmerkungen                                                                             |
| --- | ------------------------------------------------------- | --- | --- | --- | --- | --------------------------------------------------------------------------------------- |
| 2006 | This Love Big Bang Vol. 1                               | — | — | — | — | Erstveröffentlichung: 22. Dezember 2006                                                 |
| 2009 | Heartbreaker                                            | — | — | — | — | Erstveröffentlichung: 17. August 2009 Verkäufe: + 5.000.000                             |
| 2009 | A Boy Heartbreaker                                      | — | — | — | — | Erstveröffentlichung: 11. September 2009                                                |
| 2009 | Breathe Heartbreaker                                    | — | — | — | — | Erstveröffentlichung: 29. September 2009                                                |
| 2009 | Butterfly Heartbreaker                                  | — | — | — | — | Erstveröffentlichung: 2009 feat. Jin Jung                                               |
| 2010 | Oh Yeah GD & TOP                                        | KR2 (15 Wo.)KR | — | — | — | Erstveröffentlichung: 15. Dezember 2010 mit T.O.P; Verkäufe: + 1.380.732                |
| 2010 | High High GD & TOP                                      | KR3 (15 Wo.)KR | — | — | — | Erstveröffentlichung: 15. Dezember 2010 mit T.O.P; Verkäufe: + 1.390.163                |
| 2011 | Knock Out (이가요) GD & TOP                             | KR5 (12 Wo.)KR | — | — | — | Erstveröffentlichung: 3. Januar 2011 Verkäufe: + 775.180                                |
| 2011 | Having an Affair (바람났어) –                           | KR1 (14 Wo.)KR | — | — | — | Erstveröffentlichung: 8. Juli 2017 mit Park Myung-soo & Park Bom; Verkäufe: + 3.625.939 |
| 2012 | One of a Kind                                           | KR9 (15 Wo.)KR | — | — | — | Erstveröffentlichung: 24. August 2012 Verkäufe: + 777.782                               |
| 2012 | That XX One of a Kind                                   | KR1 (14 Wo.)KR | — | — | — | Erstveröffentlichung: 31. August 2012 Verkäufe: + 2.038.853                             |
| 2012 | Crayon One of a Kind                                    | KR3 (13 Wo.)KR | — | — | — | Erstveröffentlichung: 16. September 2012 Verkäufe: + 2.059.855                          |
| 2013 | MichiGO Coup d’Etat                                     | KR17 (10 Wo.)KR | — | — | — | Erstveröffentlichung: 19. April 2013 Verkäufe: + 287.998                                |
| 2013 | Coup d’Etat (쿠데타) Coup d’Etat                        | KR5 (12 Wo.)KR | — | — | — | Erstveröffentlichung: 1. September 2013 Verkäufe: + 452.833                             |
| 2013 | Crooked (삐딱하게) Coup d’Etat                          | KR3 (25 Wo.)KR | JP— Gold (Digital) + Gold (Streaming)JP                                                                                                  | — | — | Erstveröffentlichung: 4. September 2013 Verkäufe: + 1.814.075                           |
| 2013 | Going To Try (해볼라고) –                               | KR2 (8 Wo.)KR | — | — | — | Erstveröffentlichung: 2. November 2013 mit Jeong Hyeong-don; Verkäufe: + 850.418        |
| 2013 | Who You? Coup d’Etat                                    | KR1 (11 Wo.)KR | — | — | — | Erstveröffentlichung: 13. November 2013 Verkäufe: + 1.145.095                           |
| 2014 | Good Boy                                                | KR5 (31 Wo.)KR | — | — | — | Erstveröffentlichung: 20. November 2014 mit Taeyang; Verkäufe: + 1.265.683              |
| 2015 | Zutter Made                                             | KR2 (13 Wo.)KR | — | — | — | Erstveröffentlichung: 5. August 2015 mit T.O.P; Verkäufe: + 1.302.380                   |
| 2015 | Mapsosa (맙소사) Infinite Challenge                     | KR5 (31 Wo.)KR | — | — | — | Erstveröffentlichung: 22. August 2015 mit Taeyang und Kwanghee; Verkäufe: + 1.265.683   |
| 2017 | Untitled, 2014 (무제(無題)) Kwon Ji Yong                | KR1 (31 Wo.)KR | — | — | — | Erstveröffentlichung: 8. Juni 2017 Verkäufe: + 1.476.371                                |
| 2024 | Power Übermensch                                        | — | — | — | — | Erstveröffentlichung: 31. Oktober 2024                                                  |
| 2024 | Home Sweet Home Übermensch                              | — | — | — | — | Erstveröffentlichung: 22. November 2024                                                 |
| 2025 | Too Bad Übermensch                                      | — | — | — | — | Erstveröffentlichung: 24. Februar 2025                                                  |
| Folgende Lieder erschienen nicht als Single, wurden aber durch das Album zum Download und Streaming bereitgestellt und konnten somit eine Platzierung erlangen: |                                                         | | | | |                                                                                         |
| |                                                         | | | | |                                                                                         |
| 2009 | The Leaders Heartbreaker                                | — | — | — | — | Erstveröffentlichung: 2009 feat. Teddy Park und CL                                      |
| 2009 | Hello Heartbreaker                                      | — | — | — | — | Erstveröffentlichung: 2009 feat. Sandara Park                                           |
| 2009 | She’s Gone Heartbreaker                                 | — | — | — | — | Erstveröffentlichung: 2009 feat. Kush                                                   |
| 2009 | Korean Dream Heartbreaker                               | — | — | — | — | Erstveröffentlichung: 2009 feat. Taeyang                                                |
| 2009 | Gossip Man Heartbreaker                                 | — | — | — | — | Erstveröffentlichung: 2009 feat. Kim Gun-mo                                             |
| 2009 | 1 Year Station Heartbreaker                             | — | — | — | — | Erstveröffentlichung: 2009                                                              |
| 2010 | Heartbreaker (Remix) Shine a Light                      | KR8 (5 Wo.)KR | — | — | — | Charteinstieg: 21. März 2010 feat. Flo Rida                                             |
| 2012 | Missing You One of a Kind                               | KR2 (20 Wo.)KR | — | — | — | Charteinstieg: 2. September 2012 Verkäufe: + 2.137.929                                  |
| 2012 | Without You (결국) One of a Kind                        | KR10 (5 Wo.)KR | — | — | — | Charteinstieg: 2. September 2012 feat. Rosé; Verkäufe: + 646.074                        |
| 2012 | Today One of a Kind                                     | KR17 (5 Wo.)KR | — | — | — | Charteinstieg: 2. September 2012 feat. Kim Jong-wan; Verkäufe: + 536.237                |
| 2013 | Niliria Coup d’Etat                                     | KR9 (3 Wo.)KR | — | — | — | Charteinstieg: 7. September 2013 Verkäufe: + 249.862                                    |
| 2013 | Black Coup d’Etat                                       | KR9 (3 Wo.)KR | — | — | — | Charteinstieg: 7. September 2013 feat. Jennie Kim; Verkäufe: + 1.009.720                |
| 2013 | R.O.D. Coup d’Etat                                      | KR6 (6 Wo.)KR | — | — | — | Charteinstieg: 7. September 2013 Verkäufe: + 451.926                                    |
| 2013 | I Love It (너무 좋아) Coup d’Etat                       | KR20 (5 Wo.)KR | — | — | — | Charteinstieg: 7. September 2013 Verkäufe: + 277.553                                    |
| 2013 | Shake the World (세상을 흔들어) Coup d’Etat             | KR25 (4 Wo.)KR | — | — | — | Charteinstieg: 7. September 2013 Verkäufe: + 213.726                                    |
| 2013 | Runaway Coup d’Etat                                     | KR27 (4 Wo.)KR | — | — | — | Charteinstieg: 7. September 2013 Verkäufe: + 202.024                                    |
| 2013 | Niliria (G-Dragon Ver.) (늴리리야) Coup d’Etat          | KR32 (3 Wo.)KR | — | — | — | Charteinstieg: 7. September 2013 Verkäufe: + 151.083                                    |
| 2013 | You Do (Outro) Coup d’Etat                              | KR35 (2 Wo.)KR | — | — | — | Charteinstieg: 7. September 2013 Verkäufe: + 108.311                                    |
| 2017 | Super Star Kwon Ji Yong                                 | KR4 (12 Wo.)KR | — | — | — | Charteinstieg: 10. Juni 2017 Verkäufe: + 306.053                                        |
| 2017 | Bullshit (개소리) Kwon Ji Yong                          | KR4 (12 Wo.)KR | — | — | — | Charteinstieg: 10. Juni 2017 Verkäufe: + 288.051                                        |
| 2017 | Intro. Middle Fingers-Up (INTRO. 권지용) Kwon Ji Yong   | KR15 (14 Wo.)KR | — | — | — | Charteinstieg: 10. Juni 2017 Verkäufe: + 148.749                                        |
| 2017 | Outro. Divina Commedia (OUTRO. 신곡(神曲)) Kwon Ji Yong | KR16 (4 Wo.)KR | — | — | — | Charteinstieg: 10. Juni 2017 Verkäufe: + 154.223                                        |

grau schraffiert: keine Chartdaten aus diesem Jahr verfügbar

### Als Gastmusiker
Seit 2001 wirkte GD bei 23 Liedern mit, von denen sich elf in den Charts platzieren konnten und eines die Spitze erreichte.

| Jahr | Titel Album                                    | Höchstplatzierung, Gesamtwochen, AuszeichnungChartplatzierungen (Jahr, Titel, Album, Platzierungen, Wochen, Auszeichnungen, Anmerkungen) | Höchstplatzierung, Gesamtwochen, AuszeichnungChartplatzierungen (Jahr, Titel, Album, Platzierungen, Wochen, Auszeichnungen, Anmerkungen) | Höchstplatzierung, Gesamtwochen, AuszeichnungChartplatzierungen (Jahr, Titel, Album, Platzierungen, Wochen, Auszeichnungen, Anmerkungen) | Höchstplatzierung, Gesamtwochen, AuszeichnungChartplatzierungen (Jahr, Titel, Album, Platzierungen, Wochen, Auszeichnungen, Anmerkungen) | Anmerkungen |
| Jahr | Titel Album                                    | KR | JP | UK | US | Anmerkungen |
| ---- | ---------------------------------------------- | --- | --- | --- | --- | --- |
| 2001 | Storm Perry by Storm                           | — | — | — | — | Erstveröffentlichung: 2001 Perry feat. G-Dragon, Sean and Masta Wu                                                   |
| 2002 | Magic Eye Like a Movie                         | — | — | — | — | Erstveröffentlichung: 3. April 2002 Wheesung feat. G-Dragon                                                          |
| 2003 | Intro Just Listen                              | — | — | — | — | Erstveröffentlichung: 7. März 2003 Se7en feat. G-Dragon and Perry                                                    |
| 2006 | Can You Feel Me Se7olution                     | — | — | — | — | Erstveröffentlichung: 3. November 2006 Se7en feat. G-Dragon                                                          |
| 2006 | Anystar –                                      | — | — | — | — | Erstveröffentlichung: 2006 Park Bom feat. G-Dragon & Gummy                                                           |
| 2007 | Super Fly Rush                                 | — | — | — | — | Erstveröffentlichung: 18. April 2007 Lexy feat, G-Dragon, T.O.P & Taeyang                                            |
| 2007 | So in Love Pt.2 Soul Family with Johan         | — | — | — | — | Erstveröffentlichung: 24. Oktober 2007 Kim Jo-han feat. G-Dragon                                                     |
| 2008 | Intro – Work it Now Comfort                    | — | — | — | — | Erstveröffentlichung: 12. März 2008 Gummy feat. G-Dragon                                                             |
| 2008 | Party D.I.S.C.O                                | — | — | — | — | Erstveröffentlichung: 1. Juli 2008 Uhm Jung-hwa feat. G-Dragon                                                       |
| 2008 | D.I.S.C.O Pt.2 D.I.S.C.O Part 2                | — | — | — | — | Erstveröffentlichung: 1. September 2008 Uhm Jung-hwa feat. G-Dragon                                                  |
| 2008 | What Made In R.O.K                             | — | — | — | — | Erstveröffentlichung: 10. Oktober 2008 YMGA feat. G-Dragon, Teddy, Kush, Perry & CL                                  |
| 2009 | Strong Baby Remember                           | — | — | — | — | Erstveröffentlichung: 1. Januar 2009 Seungri feat. G-Dragon                                                          |
| 2009 | Rain is Fallin’ Rain Is Fallin’ / Hybrid Dream | — | JP2 (4 Wo.)JP | — | — | Erstveröffentlichung: Mai 2009 W-inds feat. G-Dragon                                                                 |
| 2010 | I Need a Girl Solar                            | KR4 (13 Wo.)KR | — | — | — | Erstveröffentlichung: 29. Juni 2010 Verkäufe: + 1.876.167 Taeyang feat. G-Dragon                                     |
| 2011 | Open the Window VVIP                           | KR68 (2 Wo.)KR | — | — | — | Erstveröffentlichung: 20. Januar 2011 Seungri feat. G-Dragon                                                         |
| 2011 | Dancing on My Own Young Foolish Happy          | KR36 (9 Wo.)KR | — | — | — | Erstveröffentlichung: 11. November 2011 Verkäufe: + 342.113 Pixie Lott feat. G-Dragon & T.O.P                        |
| 2012 | Blue Frog Psy 6 (Six Rules), Part 1            | KR5 (19 Wo.)KR | — | — | — | Erstveröffentlichung: 15. Juli 2012 Verkäufe: + 1.155.162 Psy feat. G-Dragon                                         |
| 2013 | Bubble Butt Free the Universe (Asian Edition)  | KR78 (8 Wo.)KR | — | — | — | Erstveröffentlichung: 10. April 2013 Verkäufe: + 95.848 Major Lazer feat. Bruno Mars, G-Dragon, T.O.P, Tyga & Mystic |
| 2013 | Let’s Talk About Love                          | KR15 (2 Wo.)KR | — | — | — | Erstveröffentlichung: 18. August 2013 Verkäufe: + 121.416 Seungri feat. G-Dragon                                     |
| 2014 | Stay With Me Rise                              | KR7 (4 Wo.)KR | — | — | — | Erstveröffentlichung: 3. Juni 2014 Verkäufe: + 389.779 Taeyang feat. G-Dragon                                        |
| 2016 | Temple Aa                                      | — | — | — | — | Erstveröffentlichung: 3. Juni 2014 Baauer feat. M.I.A. und G-Dragon                                                  |
| 2017 | Complex Aa                                     | KR2 (11 Wo.)KR | — | — | — | Erstveröffentlichung: 1. Februar 2017 Verkäufe: + 600.193 Zion.T feat. G-Dragon                                      |
| 2017 | Palette (팔레트) Palette                       | KR1 (56 Wo.)KR | — | — | — | Erstveröffentlichung: 21. April 2017 Verkäufe: + 1.817.177 IU feat. G-Dragon                                         |
| 2017 | Fact Assault 4X2=8                             | KR16 (4 Wo.)KR | — | — | — | Erstveröffentlichung: 10. Mai 2017 Verkäufe: + 157.869 Psy feat. G-Dragon                                            |

grau schraffiert: keine Chartdaten aus diesem Jahr verfügbar

## Videoalben und Musikvideos

### Videoalben
| Jahr | Titel                                                                   | Höchstplatzierung, Gesamtwochen, AuszeichnungChartplatzierungen (Jahr, Titel, Platzierungen, Wochen, Auszeichnungen, Anmerkungen) | Höchstplatzierung, Gesamtwochen, AuszeichnungChartplatzierungen (Jahr, Titel, Platzierungen, Wochen, Auszeichnungen, Anmerkungen) | Höchstplatzierung, Gesamtwochen, AuszeichnungChartplatzierungen (Jahr, Titel, Platzierungen, Wochen, Auszeichnungen, Anmerkungen) | Höchstplatzierung, Gesamtwochen, AuszeichnungChartplatzierungen (Jahr, Titel, Platzierungen, Wochen, Auszeichnungen, Anmerkungen) | Anmerkungen                              |
| Jahr | Titel                                                                   | KR | JP | UK | US | Anmerkungen                              |
| ---- | ----------------------------------------------------------------------- | --- | --- | --- | --- | ---------------------------------------- |
| 2013 | G-Dragon’s Collection ‘One Of a Kind’                                   | — | JP9 (7 Wo.)JP | — | — | Erstveröffentlichung: 27. März 2013      |
| 2013 | 2013 G-Dragon World Tour [One Of a Kind in Seoul]                       | — | JP6 (4 Wo.)JP | — | — | Erstveröffentlichung: 18. September 2013 |
| 2013 | G-Dragon 2013 World Tour ～One Of a Kind～ in Japan Dome Special        | — | JP3 (17 Wo.)JP | — | — | Erstveröffentlichung: 20. November 2013  |
| 2013 | G-Dragon’s Collection Ⅱ ‘Coup d’Etat’                                   | — | JP26 (5 Wo.)JP | — | — | Erstveröffentlichung: 25. Dezember 2013  |
| 2014 | G-Dragon World Tour DVD [One Of A Kind The Final in Seoul + World Tour] | — | JP8 (3 Wo.)JP | — | — | Erstveröffentlichung: 12. Februar 2014   |
| 2014 | Movie One Of a Kind 3D ～G-Dragon 2013 1st World Tour～ DVD             | — | JP35 (2 Wo.)JP | — | — | Erstveröffentlichung: 21. März 2014      |
| 2014 | G-Dragon × Taeyang in Paris 2014                                        | — | JP8 (2 Wo.)JP | — | — | Erstveröffentlichung: 18. Juni 2014      |
| 2018 | G-Dragon 2017 World Tour ＜Act III, M.O.T.T.E＞ in Japan                | — | JP1 (9 Wo.)JP | — | — | Erstveröffentlichung: 7. Februar 2018    |

### Musikvideos

#### Als Leadmusiker
| Jahr | Titel          | Regie          | Anmerkungen                                                                       |
| ---- | -------------- | -------------- | --------------------------------------------------------------------------------- |
| 2001 | My Age is 13   | —              |                                                                                   |
| 2009 | Heartbreaker   | —              |                                                                                   |
| 2009 | Breathe        | —              |                                                                                   |
| 2009 | A Boy          | —              |                                                                                   |
| 2009 | Butterfly      | —              |                                                                                   |
| 2012 | One of a Kind  | Seo Hyun-Seung | Beteiligung von Taeyang                                                           |
| 2012 | That XX        | Han Sa Min     | Beteiligung von Jennie Kim                                                        |
| 2012 | Crayon         | Seo Hyun-Seung |                                                                                   |
| 2013 | MichiGO        | Seo Hyun-Seung | Beteiligung von Taeyang, Teddy, Se7en                                             |
| 2013 | Coup d’Etat    | Seo Hyun-Seung | Beteiligung von Diplo und Baauer • Mnet Asian Music Awards 2013: Best Music Video |
| 2013 | Crooked        | Han Sa Min     | in London gedreht                                                                 |
| 2013 | Who You?       | Han Sa Min     | Beteiligung von 1000 Fans                                                         |
| 2017 | Untitled, 2014 | Han Sa Min     | wurde ohne Schnitt innerhalb einer Stunde gedreht                                 |

#### Als Gastmusiker
| Jahr | Titel         | Regie          | Künstler                              |
| ---- | ------------- | -------------- | ------------------------------------- |
| 2001 | Storm         | —              | Perry feat. G-Dragon, Masta Wu & Sean |
| 2009 | Strong Baby   | —              | Seungri feat. G-Dragon                |
| 2010 | I Need A Girl | —              | Taeyang feat. G-Dragon                |
| 2014 | Dirty Vibe    | Lil’ Internet  | Skrillex, Diplo, CL & G-Dragon        |
| 2014 | Good Boy      | Colin Tilley   | G-Dragon X Taeyang                    |
| 2015 | Zutter        | Seo Hyun-Seung | G-Dragon X T.O.P                      |

## Statistik

### Chartauswertung
|                     | KR     | JP    | UK    | US    |
| ------------------- | ------ | ----- | ----- | ----- |
| Nummer-eins-Alben   | KR5KR  | JP—JP | UK—UK | US—US |
| Top-10-Alben        | KR8KR  | JP3JP | UK—UK | US—US |
| Alben in den Charts | KR10KR | JP4JP | UK1UK | US3US |

|                       | KR     | JP    | UK    | US    |
| --------------------- | ------ | ----- | ----- | ----- |
| Nummer-eins-Singles   | KR5KR  | JP—JP | UK—UK | US—US |
| Top-10-Singles        | KR28KR | JP1JP | UK—UK | US—US |
| Singles in den Charts | KR42KR | JP1JP | UK—UK | US—US |

|                          | KR    | JP    | UK    | US    |
| ------------------------ | ----- | ----- | ----- | ----- |
| Nummer-eins-Videoalben   | KR—KR | JP1JP | UK—UK | US—US |
| Top-10-Videoalben        | KR—KR | JP6JP | UK—UK | US—US |
| Videoalben in den Charts | KR—KR | JP8JP | UK—UK | US—US |

### Auszeichnungen für Musikverkäufe
Anmerkung: Auszeichnungen in Ländern aus den Charttabellen bzw. Chartboxen sind in ebendiesen zu finden.
| Land/RegionAuszeichnungen für Musikverkäufe (Land/Region, Auszeichnungen, Verkäufe, Quellen) | Gold     | Platin     | Verkäufe  | Quellen        |
| -------------------------------------------------------------------------------------------- | -------- | ---------- | --------- | -------------- |
| Japan (RIAJ)                                                                                 | 2× Gold2 | —          | 100.000   | riaj.or.jp     |
| Südkorea (KMCA)                                                                              | —        | 4× Platin4 | 1.000.000 | circlechart.kr |
| Insgesamt                                                                                    | 2× Gold2 | 4× Platin4 |           |                |